# Dick’s Picks Volume 9
Dick’s Picks Volume 9 ist ein Live-Dreifachalbum der Band Grateful Dead.

## Geschichte
Die Songs des Albums wurden am 16. September 1990 im Madison Square Garden, New York City, aufgenommen und am 28. Oktober 1997 mit dem eigenen Label Grateful Dead Records veröffentlicht.
Nachdem Brent Mydland im Juni 1990 gestorben war, war dies die erste Tournee ohne ihn und die zweite Show mit Vince Welnick und Bruce Hornsby. Für Hornsby ist Dick’s Picks Volume 9 nach Infrared Roses erst das zweite veröffentlichte Album mit den Deads, für Welnick das dritte.
Bei den letzten Alben der Dick’s Picks-Serie wurden weitgehend Konzertmaterial aus den 1970ern verwendet, so dass Dick’s Picks Volume 9 das erste Album der Serie war, bei dem ein komplettes Konzert aus den 1990ern wiedergegeben wird.
Genauso wie das Vorgängeralbum Terrapin Station (Limited Edition) wurde Dick’s Picks Volume 9 zwischen den Alben Built to Last und Without a Net aufgenommen, wobei jedoch bei diesen drei Alben jeweils Mydland noch mitgewirkt hatte. Von Built to Last wurde lediglich der Song Standing on the Moon verwendet, von Without a Net die Songs Cassidy und Looks Like Rain.
Seit einem Konzert in der Bayfront Arena am 15. Oktober 1988 in Saint Petersburg, Florida, wurde bei diesem Konzert wieder der sogenannte Space aufgenommen und aufgeführt. Mit Space werden dabei freie Improvisationsphasen der Musiker bezeichnet, im Gegensatz zu Drums, womit nur die Schlagzeugsolo von Mickey Hart und Bill Kreutzmann bezeichnet wurden.
Der Name Dick's Pick stammt vom offiziellen Aufnahmearchivist der Band Dick Latvala, der die Serie startete und die Songs dazu bis zu seinem Tod 1999 auswählte.

Wie die bisherigen Alben der Dick’s Pick-Serie ist auch dieses mit einer Caveat-emptor-Warnung versehen:

„Initial studies have concluded that repeated exposure to Grateful Dead music may be habit forming, and can result in a permanent change to the psyche of the listener. While no one has ever successfully reversed this condition, it can sometimes be controlled by repeasted exposure to Grateful Dead music.“

## Kritik
Im Allgemeinen wurde Dick’s Picks Volume 9 nicht gut bewertet. Von All Music Guide erhielt das Album 2, vom Rolling Stone 3 und The Music Box 4 von 5 Sternen.

## Trackliste

### CD 1
1. „Hell in a Bucket“ (Barlow, Mydland, Weir) – 7:03
2. „Cold Rain & Snow“ (traditionelles Lied) – 6:41
3. „Little Red Rooster“ (Willie Dixon) – 10:22
4. „Stagger Lee“ (Hunter, Garcia) – 8:32
5. „Queen Jane Approximately“ (Bob Dylan) – 7:46
6. „Tennessee Jed“ (Hunter, Garcia) – 10:35
7. „Cassidy“ (Barlow, Weir) – 6:26
8. „Deal“ (Hunter, Garcia) – 9:49

### CD 2
1. „Samson and Delilah“ (traditionelles Lied) – 8:09
2. „Iko Iko“ (traditionelles Lied) – 10:15
3. „Looks Like Rain“ (Barlow, Weir) – 8:47
4. „He's Gone“ (Hunter, Garcia) – 16:26
5. „No MSG Jam“ (Grateful Dead) – 7:50
6. „Drums“ (Hart, Kreutzmann) – 8:59

### CD 3
1. „Space“ (Garcia, Hornsby, Lesh, Weir, Welnick) – 10:48
2. „Standing on the Moon“ (Hunter, Garcia) – 9:28
3. „Lunatic Preserve“ (Grateful Dead) – 5:45
4. „I Need a Miracle“ (Barlow, Weir) – 5:19
5. „Morning Dew“ (Bonnie Dobson, Tim Rose) – 13:12
6. „It's All Over Now, Baby Blue“ (Dylan) – 7:36